# Грюнвальд-бай-Айген
Грюнвальд-бай-Айген (нем. Grünwald bei Aigen) — посёлок в Австрии, в федеральной земле Верхняя Австрия. 
Входит в состав округа Рорбах. Население  на 8 июля 2006 составляло 83 чел. Занимает площадь 1,5 км².